# Литл-Блу-Ривер (приток Биг-Блу-Ривера)
Литл-Блу-Ривер (англ. Little Blue River) — река на юге штата Небраска и на севере штата Канзас (США), правый приток реки Биг-Блу-Ривер. Длина реки составляет 394 км.

## География
Исток реки Литл-Блу-Ривер находится в округе Карни (Небраска), немного южнее города Минден, на высоте около 666 м. После этого река течёт преимущественно в восточном, а затем в юго-восточном направлении, протекая по округам Карни, Франклин, Уэбстер, Адамс, Клей, Наколс, Тэр, Джефферсон (Небраска), а затем по округам Вашингтон и Маршалл (Канзас). Она впадает в реку Биг-Блу-Ривер на высоте 335 м, вблизи города Блу-Рапидс.
Площадь водосборного бассейна реки Литл-Блу-Ривер составляет 9065 км², из которых 6970 км² находятся в Небраске.

## История
Вдоль реки Литл-Блу-Ривер проходила проложенная в 1830-х годах Орегонская тропа, ведущая от города Индепенденс (штат Миссури) до западного побережья США. По некоторым оценкам, в 1840—1860-х годах около 250 тысяч человек прошли по этой 3200-километровой тропе, пока её не заменила построенная в конце 1860-х годов железная дорога.

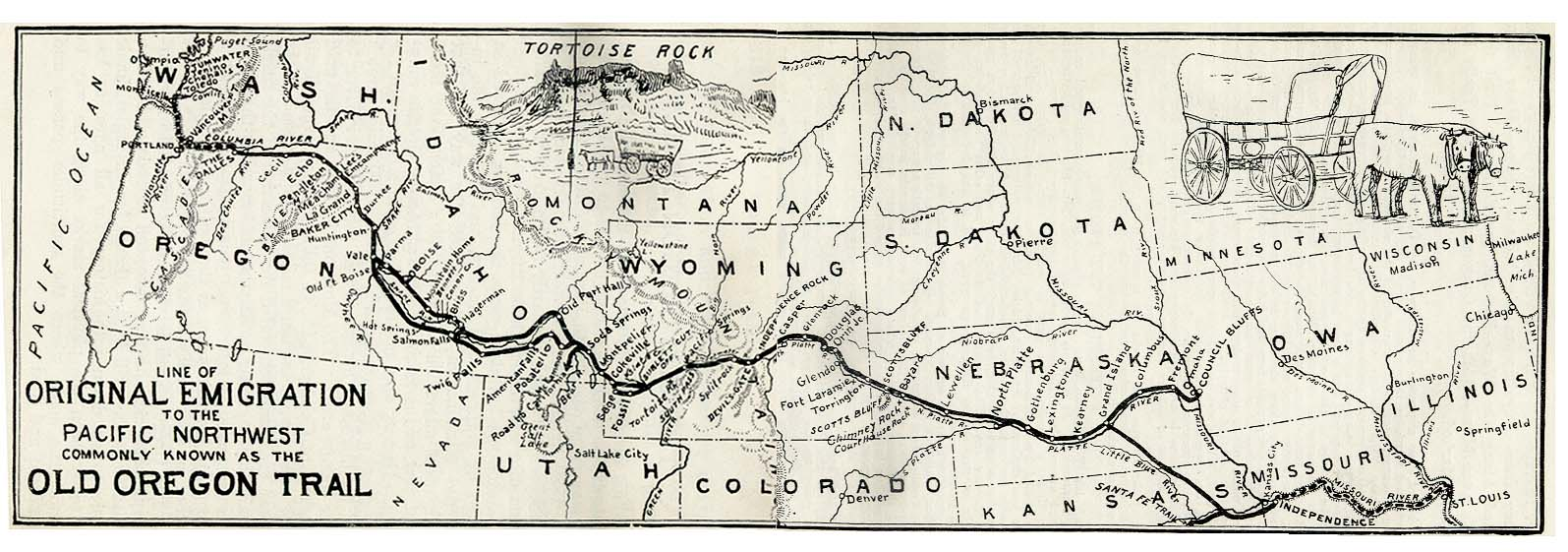
Карта Орегонской тропы с указанием реки Литл-Блу-Ривер (в нижней правой части, у границы Канзаса и Небраски)